# بارت فوسکامپ
بارت فوسکامپ (هلندی: Bart Voskamp؛ زادهٔ ۶ ژوئن ۱۹۶۸) دوچرخه‌سوار اهل هلند است.